# Icoon (Frankfurt)
Icoon ist der Name eines geplanten[veraltet] Hochhauses im neuen Stadtquartier Grand Central Frankfurt in unmittelbarer Nachbarschaft zum Hauptbahnhof in Frankfurt am Main. Der 140 Meter hohe Neubau ist als Wohnhochhaus konzipiert.

## Architektur und Bau
Zwischen Hafenstraße und Adam-Riese-Straße entsteht neben dem Gleisvorfeld des Frankfurter Hauptbahnhof ein neues Quartier mit einem 140 Meter hohen Wohnhochhaus im Zentrum. Bis zu 600 Wohnungen sind im Turm mit seinen angrenzenden Nebengebäuden vorgesehen, 30 Prozent davon als sozial geförderter Wohnungsbau. Insgesamt werden rund 58.000 Quadratmeter zur Verfügung stehen, 3.000 davon für eine neue Kindertagesstätte und einige Gewerbeeinheiten.
Im Jahr 2019 ging beim Architekturwettbewerb für den Neubau der Entwurf des Architekturbüros Mecanoo als Sieger hervor. Die Architektur des Hochhauses zeichnet sich durch großzügige Balkon- und Glasflächen sowie kupferfarbene Verkleidungselemente aus. In den unteren zwei Dritteln des Baus sind die Gebäudekanten abgerundet, im oberen Drittel rechteckig ausgestaltet.
Direkt angrenzend an den Icoon Tower soll das bestehende 90 Meter hohe Hochhaus der Commerzbank umgebaut und in den Komplex einbezogen werden.